# Андрей Ковачев
Андрей Андреєв Ковачев (болг. Андрей Андреев Ковачев; нар. 13 грудня 1967, Софія, Болгарія) — болгарський політик, член Європейського парламенту з 2009 року. Належить до партії ГЄРБ.

## Освіта та кар'єра
Андрей Ковачев має диплом в області біології з Саарландського університету, Німеччина (1990–1995). Пізніше захистив докторський ступінь у тому ж університеті (1995–1998). Вільно володіє англійською, німецькою, французькою, російською та іспанською мовами.
У період 1995–1998 років, доктор Андрей Ковачев помічник в Саарландського університету, Німеччина. Пізніше він став стажистом в Європейському парламенті. З 1998 року комерційний директор Alfa Laval Agri, а з 2002 року був менеджером з продажу компанії John Deere. У період з 2004 по 2009 рік Андрей Ковачев був регіональним директором відділу Центральної та Східної Європи Elsevier.

## Політична діяльність
З 2007 Андрей Ковачев є заступником начальника з закордонних та європейських справ та заступником міжнародного секретаря партії ГЄРБ.
Доктор Ковачев був обраний депутатом Європарламенту в 2009 році від ГЄРБ. У Європейському парламенті Андрей Ковачев очолює болгарську делегацію в Європейській народній партії.
З березня 2011 року, Андрей Ковачев є віце-президент Союзу європейських федералістів. Крім того, він є головою Болгарського союзу європейських федералістів.